# 阿納托利·波克里夫
阿納托利·波克里夫（俄语：Анато́лий Никола́евич Букре́ев，1958年1月16日—1997年12月25日）是俄羅斯－哈薩克登山家，曾完成十座8千公尺高峰攀登。從1989年至1997年，他完成18次8000千公尺高峰攀登。

## 生平
阿納托利·波克里夫在國際登山界享有盛名（1995年通過北山脊路線攀登喬戈里峰，即K2峰，1993年攀登珠穆朗瑪峰），他在1996年珠穆朗瑪峰山難中倖存。
1997年，阿納托利·波克里夫在安纳布尔纳峰冬季攀登時遭遇雪崩而遇難，同伴琳達·懷利編輯回憶錄，並在2002年出版《Above the Clouds: The Diaries of a High-Altitude Mountaineer》。

## 外部連結
- Anatoli Boukreev Memorial Fund （页面存档备份，存于）
- Photo of Anatoli Boukreev (left) and Martin Adams with Kazakhstan state flag on Everest 1996 （页面存档备份，存于）
- Everest （页面存档备份，存于） at the Internet Movie Database （页面存档备份，存于）